# Joe Rodon
Joseph Peter Rodon (Swansea, 1997. október 22. –) walesi válogatott labdarúgó, a Leeds United játékosa. Nagyapja, Peter Rodon és nagybátyja Chris Rodon labdarúgók voltak.

## Pályafutása

### Klubcsapatokban
2005-ben csatlakozott a Swansea City akadémiájához. 2015 júliusában írta alá első profi szerződését a klubbal és 2016. január 10-én az Oxford United elleni kupamérkőzésén ülhetett első alkalommal le a kispadra. 2018. január 30-án kölcsönbe került a szezon végéig a Cheltenham Town csapatához. 2020. október 16-án öt évre írt alá a Tottenham Hotspur csapatához. Október 26-án mutatkozott be a bajnokságban a Burnley ellen csereként. 2022. augusztus 1-jén a francia Stade Rennais kölcsönvette vásárlási opcióval. A 2023-2024-es idényre az angol másodosztályban szereplő Leeds United vette kölcsön, melynek színeiben 2023. augusztus 12-én debütált, Jamie Shackleton helyére beállva a 92. percben a Birmingham City ellen 1-0-ra elveszített bajnokin.

### A válogatottban
2018 októberében a walesi felnőtt válogatottba kapott meghívót, de pályára nem lépett. 2019. szeptember 6-án Azerbajdzsán elleni barátságos mérkőzésen mutatkozott be, A 2020-as labdarúgó-Európa-bajnokságon és a 2022-es labdarúgó-világbajnokságon is részt vett.